# آتشفشان کونسپسیون
آتشفشان کونسپسیون (به اسپانیایی: Volcán Concepción) آتشفشانی چینه‌ای به ارتفاع تقریبی ۱۷۰۰ متر است که در نیکاراگوئه در آمریکای مرکزی قرار دارد. این آتشفشان درعین حال یکی از بلندترین و فعالترین آتشفشان‌های این کشور است.

## مشخصات
کونسپسیون آتشفشان بازالتی تا داسیتی متقارن و مخروطی‌شکلی است که نیمهٔ شمال غربی جزیرهٔ دمبلشکل اومتپه در دریاچه نیکاراگوئه را تشکیل داده و از طریق باریکه‌ای خشکی به آتشفشان مادراس در جنوب شرقی جزیره متصل می‌شود. کونسپسیون در عین حال بزرگترین آتشفشان این جزیره است.
کونسپسیون بر روی بستری از رسوبات دریاچه‌ای به‌وجود آمده و مخروط امروزی آن بر روی کاسه آتشفشانیای عمدتاً مدفون شکل گرفته است. این آتشفشان دارای دهانه‌ای چکادی با دیواره‌هایی شیبدار و ژرفایی ۲۵۰ متری است که این دهانه در لبهٔ غربی خود ارتفاع بیشتری می‌یابد. فوران‌های انفجاری مداوم در طی نیم قرن گذشته باعث افزایش ارتفاع قلهٔ کونسپسیون و عاری‌شدن قسمت بالایی آتشفشان از پوشش گیاهی شده است. با وجود این بخش‌های پایین‌دست آتشفشان از درخت پوشیده شده و مزارع کشت موز در پای آن وجود دارند، اما به سمت قسمت‌های بالادست آتشفشان از پوشش گیاهی آن کاسته می‌شود. کونسپسیون دارای دامنه‌هایی با شیب بسیار است که این موضوع با توجه به ارتفاع بالای آتشفشان آن را به یکی از صعب‌الصعودترین آتشفشان‌های نیکاراگوئه بدل ساخته است.

## فعالیت‌های آتشفشانی
کونسپسیون آتشفشانی فعال است و از دهانهٔ آن دود خارج می‌شود. همچنین چدین دودخان در دامنه‌های آن وجود دارد.
شدیدترین فوران کونسپسیون در دوران معاصر در سال ۱۹۸۶ روی داد و خروج گاز و خاکستر از آن تا مدت‌ها ادامه داشت. در اوت ۲۰۰۵ بار دیگر خاکستر از آتشفشان به بیرون پرتاب و بر فعالیت‌های لرزه‌ای اطراف جزیره افزوده شد. 
این آتشفشان پس از سال ۱۸۸۳ حداقل ۲۵ مرتبه فوران کرده است، که آخرین مورد آن به سال ۲۰۱۱ بازمی‌گردد.